# 塔拉戈纳圆形剧场
塔拉戈纳圆形剧场（西班牙語：anfiteatro de Tarraco）是位于西班牙东北部的加泰罗尼亚地区塔拉戈纳的圆形剧场。它建于公元2世纪，可以容纳多达15000名观众。它是塔拉科考古遗址的一部分，2000年被联合国教科文组织宣布为世界文化遗产。它现在由塔拉戈纳历史博物馆负责管理维护。

## 概述
塔拉科是罗马帝国在西班牙行省的政治和商业中心，同时也是伊比利亚半岛的宗教中心。城中有许多精美的建筑，通过考古挖掘，这些古老的建筑重现在人们面前。塔拉戈纳圆形剧场是其中最有名的建筑，虽然损毁严重，但它向当今世人再现了古代罗马帝国首府的文化风貌。
据考古学家的估算，塔拉戈纳圆形剧场可能的最大尺寸130 x 102 m。